# Meriones (mitologia)
Meriones (grec. Μηριόνης) – w mitologii greckiej syn Molosa, kreteński wojownik. Wraz z Idomeneusem dowodził flotą 80 okrętów kreteńskich w wyprawie przeciw Troi. Waleczny. Zabił Fereklosa, Hippotiona i Morysa, Adamasa, Harpaliona, Akamasa, Laogonosa, oraz ranił Deifobosa.